# 伊藤裕樹 (格闘家)
伊藤 裕樹（いとう ゆうき、1997年4月19日 - ）は、日本の男性総合格闘家。愛知県愛西市出身。ネックスイチムエ所属。初代THE OUTSIDER50-55kg級王者。

## 来歴
小学校4年から中学3年までボクシングに取り組み、第2回全日本幼年ボクシング大会で優勝するなど実績を残す。
2017年12月10日、THE OUTSIDER～大田区総合体育館SPECIAL～でプロデビュー。THE OUTSIDERとROAD FCの対抗戦でコ・ドンヒョクと対戦し、3-0の判定勝ちを収めた。
2018年3月10日、THE OUTSIDER 第50戦～有明ファイナル～で新井悠介と対戦し、1RTKO勝ちを収め2016年に獲得したTHE OUTSIDER50-55kg級王座の初防衛に成功した。
2018年11月3日、韓国の大田忠武体育館で開催されたRoad FC 50でキム・テギュンと対戦し1RTKOで勝利した。

### DEEP
2019年9月8日、DEEP 91 IMPACTで藤田大和と対戦し、1Rにリアネイキッドチョークで一本勝ちした。

### RIZIN・DEEP
2021年3月21日、RIZIN.27でRIZINデビュー。杉⼭廣平と対戦し1RKO勝ちした。
2021年9月23日、DEEP 103 IMPACTでDEEPフライ級暫定王者の藤田大和に挑戦し、2-3の判定負けを喫し王座獲得に失敗した。
2021年10月24日、RIZIN.31でWSOF GCフライ級王者の中村優作と対戦し1RTKO勝ちした。
2022年2月26日、DEEP 106 IMPACTで第7代修斗世界フライ級王者の福田龍彌と対戦し、2RTKOで初のKO負けを喫した。
2022年7月2日、RIZIN.36で宮城友一と対戦し、2Rに左フックでダウンを奪い、パウンドでKO勝利。
2022年8月21日、DEEP 109 IMPACTのDEEPフライ級グランプリ1回戦で原虎徹と対戦し、4-1の判定勝ちを収め2回戦に進出した。
2022年12月11日、DEEP 111 IMPACTのDEEPフライ級グランプリ2回戦でビョン・ジェウンと対戦し、左ストレートでTKO勝ちを収め、準決勝に進出した。
2023年2月11日、DEEP 112 IMPACTのDEEPフライ級グランプリ準決勝で本田良介と対戦し、0-5の判定負けを喫し準決勝敗退となった。
2023年5月6日、RIZIN.42で山本アーセンと対戦し、繰り返しテイクダウンされ続けて0-3の判定負けを喫した。
2023年7月30日、超RIZIN.2にて RIZIN初参戦となるヒロヤと対戦。テイクダウンを数度奪われるも打撃で追い込む局面もあり、2-1の判定勝ちした。
2024年10月1日、RIZIN LANDMARK.6にて元ムエタイ ラジャダムナン・スーパーバンタム級1位のトップノイ・タイガームエタイと対戦。打撃戦の末、判定2-1で勝利した。
2024年2月24日、RIZIN LANDMARK.8にて上田将年と対戦し、判定3-0にて勝利した。
2024年11月17日、RIZIN LANDMARK 10で、のちのROAD FC フライ級王者のイ・ジョンヒョンと対戦し、3Rにグラウンド状態からのエルボー連打でTKO勝ちを収めた。
2025年3月30日、RIZIN.50にてPFC・BTCフライ級2冠王者のトニー・ララミーと対戦し、ボディに膝を打つもララミーが左を決めダウンを奪う、伊藤は左パンチを合わせてダウンを奪い、そこからラッシュを掛けるがゴングとなる。打撃でララミーを追い詰め、最終ラウンド終了時ダウンを取ると同時にゴングが鳴り、3-0の判定勝ちを収めた。RIZIN公式スタッツでは3R両者合計で636発の打撃が飛び交う激しい展開の試合となった。

## 人物
- RIZIN公式Youtubeチャンネルより、伊藤裕樹の密着動画『Preparation』（2024）[映像 1]

## 戦績

### プロ総合格闘技
| 総合格闘技 戦績 | 総合格闘技 戦績 | 総合格闘技 戦績 | 総合格闘技 戦績 | 総合格闘技 戦績 | 総合格闘技 戦績 | 総合格闘技 戦績 |
| --------------- | --------------- | --------------- | --------------- | --------------- | --------------- | --------------- |
| 25 試合         | (T)KO           | 一本            | 判定            | その他          | 引き分け        | 無効試合        |
| 19 勝           | 8               | 2               | 9               | 0               | 0               | 0               |
| 6 敗            | 1               | 0               | 5               | 0               | 0               | 0               |

| 勝敗 | 対戦相手                 | 試合結果                             | 大会名                                                              | 開催年月日     |
|      | X                        | 試合前                               | RIZIN.51                                                            | 2025年9月28日  |
| ○    | エンカジムーロ・ズールー | 5分3R終了 判定3-0                    | 超RIZIN.4 真夏の喧嘩祭り 【RIZINフライ級王座決定トーナメント1回戦】 | 2025年7月27日  |
| ×    | 神龍誠                   | 5分3R終了 判定0-3                    | RIZIN男祭り                                                         | 2025年5月4日   |
| ○    | トニー・ララミー         | 5分3R終了 判定3-0                    | RIZIN.50                                                            | 2025年3月30日  |
| ○    | イ・ジョンヒョン         | 3R 2:59 TKO（グラウンドエルボー）    | RIZIN LANDMARK 10                                                   | 2024年11月17日 |
| ○    | 上田将年                 | 5分3R終了 判定3-0                    | RIZIN LANDMARK 8                                                    | 2024年2月24日  |
| ○    | トップノイ・キウラム     | 5分3R終了 判定2-1                    | RIZIN LANDMARK 6                                                    | 2023年10月1日  |
| ○    | ヒロヤ                   | 5分3R終了 判定2-1                    | 超RIZIN.2                                                           | 2023年7月30日  |
| ×    | 山本アーセン             | 5分3R終了 判定0-3                    | RIZIN.42                                                            | 2023年5月6日   |
| ×    | 本田良介                 | 5分3R終了 判定0-5                    | DEEP 112 IMPACT 【DEEPフライ級グランプリ準決勝】                    | 2023年2月11日  |
| ○    | ビョン・ジェウン         | 2R 3:52 TKO（左ストレート）          | DEEP 111 IMPACT 【DEEPフライ級グランプリ2回戦】                     | 2022年12月11日 |
| ○    | 原虎徹                   | 5分3R終了 判定4-1                    | DEEP 109 IMPACT 【DEEPフライ級グランプリ1回戦】                     | 2022年8月21日  |
| ○    | 宮城友一                 | 2R 4:57 TKO（グラウンドパンチ）      | RIZIN.36                                                            | 2022年7月2日   |
| ○    | 関原翔                   | 5分3R終了 判定3-0                    | DEEP 107 IMPACT                                                     | 2022年5月8日   |
| ×    | 福田龍彌                 | 2R 0:35 TKO（左ストレート→パウンド） | DEEP 106 IMPACT                                                     | 2022年2月26日  |
| ○    | 中村優作                 | 1R 4:52 TKO（パウンド）              | RIZIN.31                                                            | 2021年10月24日 |
| ×    | 藤田大和                 | 5分3R終了 判定2-3                    | DEEP 103 IMPACT 【DEEPフライ級暫定タイトルマッチ】                  | 2021年9月23日  |
| ○    | 安谷屋智弘               | 2R 4:51 リアネイキッドチョーク       | DEEP 101 IMPACT                                                     | 2021年6月20日  |
| ○    | 杉⼭廣平                 | 1R 0:33 KO（左フック→パウンド）      | RIZIN.27                                                            | 2021年3月21日  |
| ×    | 鮎田直人                 | 5分2R終了 判定0-3                    | DEEP 93 IMPACT                                                      | 2019年12月15日 |
| ○    | 藤田大和                 | 1R 4:26 リアネイキッドチョーク       | DEEP 91 IMPACT                                                      | 2019年9月8日   |
| ○    | 中山ハルキ               | 5分2R終了 判定3-0                    | DEEP 90 IMPACT                                                      | 2019年6月29日  |
| ○    | ヨシKING                 | 1R 0:15 TKO（スタンドパンチ連打）    | DEEP NAGOYA IMPACT 公武堂ファイト                                   | 2019年5月26日  |
| ○    | キム・テギュン           | 1R 4:58 TKO（パウンド）              | RORD FC 050                                                         | 2018年11月3日  |
| ○    | 新井悠介                 | 1R 1:51 TKO（パウンド）              | THE OUTSIDER 第50戦～有明ファイナル～ 【50-55kg級タイトルマッチ】   | 2018年3月10日  |
| ○    | コ・ドンヒョク           | 5分2R終了 判定3-0                    | THE OUTSIDER～大田区総合体育館SPECIAL～                             | 2017年12月10日 |

### アマチュア総合格闘技
| 勝敗 | 対戦相手 | 試合結果                 | 大会名                                                                      | 開催年月日     |
| ○    | 道端正司 | 2R 2:46 フロントチョーク | THE OUTSIDER 第46戦                                                         | 2017年5月21日  |
| ○    | 松元仁志 | 1R 0:54 TKO              | THE OUTSIDER 第43戦 【50-55kg級初代王者決定トーナメント決勝戦】             | 2016年12月11日 |
| ○    | 彦坂勇介 | 3分2R終了 判定3-0        | THE OUTSIDER 第43戦 【50-55kg級初代王者決定トーナメント準決勝戦】           | 2016年12月11日 |
| ○    | 岩佐拓海 | 3分2R終了 判定3-0        | THE OUTSIDER 第42戦 【50-55kg級初代王者決定トーナメント2回戦】              | 2016年9月4日   |
| ○    | 誠哉     | 2R 2:47 TKO              | THE OUTSIDER 第41戦 【50-55kg級初代王者決定トーナメント1回戦】              | 2016年7月31日  |
| ○    | 濱田真輔 | 2R 0:08 TKO              | THE OUTSIDER 第40戦 【50-55kg級初代王者決定トーナメントセレクションマッチ】 | 2016年5月29日  |

## 獲得タイトル
- 初代THE OUTSIDER50-55kg級王座

### 試合映像
1. ↑  『【試合映像】杉山廣平 vs. 伊藤裕樹 / Kohei Sugiyama vs. Yuki Ito - RIZIN.27』RIZIN公式YouTubeチャンネル、2021年。
2. ↑  『【【試合映像】】藤田大和vs伊藤裕樹 YAMATO FUJITA  VS YUKI ITO(DEEP 103 IMPACT)』DEEP 公式チャンネル、2021年。
3. ↑  『【試合映像】中村優作 vs. 伊藤裕樹 / Yusaku Nakamura vs. Yuki Ito - RIZIN.31』RIZIN公式YouTubeチャンネル、2021年。
4. ↑  『【試合映像】伊藤裕樹 vs. 宮城友一 / Yuki Ito vs. Yuichi Miyagi - RIZIN.36』RIZIN公式YouTubeチャンネル、2023年。
5. ↑  『【試合映像】伊藤裕樹 vs. 山本アーセン / Yuki Ito vs. Erson Yamamoto - RIZIN.42』RIZIN公式YouTubeチャンネル、2023年。
6. ↑  『【試合映像】伊藤裕樹 vs ヒロヤ / Yuki Ito vs. Hiroya - 超RIZIN.2』RIZIN公式YouTubeチャンネル、2023年。
7. ↑  『【試合映像】伊藤裕樹 vs. イ・ジョンヒョン / Yuki Ito vs. Jung Hyun Lee -RIZIN LANDMARK 10 in NAGOYA』RIZIN公式YouTubeチャンネル、2024年。
8. ↑  『【試合映像】伊藤裕樹 vs. トミー・ララミー - RIZIN.50』RIZIN公式YouTubeチャンネル、2025年。

### 補足映像
1. ↑  『【番組】RIZIN CONFESSIONS  #125（※番組内で試合映像＆山本アーセンと伊藤裕樹による試合振り返りドキュメンタリー番組）』RIZIN公式YouTubeチャンネル、2023年。
2. ↑  『【番組】RIZIN CONFESSIONS #129（※番組内で試合映像＆ヒロヤと伊藤裕樹による試合振り返りドキュメンタリー番組）』RIZIN公式YouTubeチャンネル、2023年。
3. ↑  『【番組】RIZIN CONFESSIONS #134（※番組内で試合映像＆伊藤裕樹とトップノイ・キウラムによる試合振り返りドキュメンタリー番組）』RIZIN公式YouTubeチャンネル、2023年。
4. ↑  『【番組】RIZIN CONFESSIONS #166（※番組内で試合映像＆伊藤裕樹とイ・ジョンヒョンによる試合振り返りドキュメンタリー番組）』RIZIN公式YouTubeチャンネル、2024年。
5. ↑  『【番組】RIZIN CONFESSIONS #175 （※番組内で試合映像＆伊藤裕樹とトミー・ララミーによる試合振り返りドキュメンタリー番組）』RIZIN公式YouTubeチャンネル、2025年。

### 映像資料
1. ↑  『【密着】Preparation ｜ 伊藤裕樹 / Yuki Ito』RIZIN公式YouTubeチャンネル、2024年。